# Championnat du monde de vitesse moto 1978
Navigation
Édition précédente Édition suivante
Le Championnat du monde de vitesse moto 1978 est la 30e saison de vitesse moto organisée par la FIM.

Ce championnat comporte treize courses de Grand Prix, pour cinq catégories : 500 cm3, 350 cm3, 250 cm3, 125 cm3 et 50 cm3.

## Attribution des points
Les points du championnat sont attribués aux dix premiers de chaque course :
| Classement | 1  | 2  | 3  | 4 | 5 | 6 | 7 | 8 | 9 | 10 |
| ---------- | -- | -- | -- | - | - | - | - | - | - | -- |
| Points     | 15 | 12 | 10 | 8 | 6 | 5 | 4 | 3 | 2 | 1  |

## Grands Prix
| N° | Course                            | Lieu         | Vainqueur 50 cm³  | Vainqueur 125 cm³  | Vainqueur 250 cm³ | Vainqueur 350 cm³ | Vainqueur 500 cm³ | Résultat |
| -- | --------------------------------- | ------------ | ----------------- | ------------------ | ----------------- | ----------------- | ----------------- | -------- |
| 1  | Grand Prix du Venezuela           | San Carlos   |                   | Pier Paolo Bianchi | Kenny Roberts     | Takazumi Katayama | Barry Sheene      | Résultat |
| 2  | Grand Prix d'Espagne              | Jarama       | Eugenio Lazzarini | Eugenio Lazzarini  | Gregg Hansford    |                   | Pat Hennen        | Résultat |
| 3  | Grand Prix d'Autriche             | Salzburgring |                   | Eugenio Lazzarini  |                   | Kork Ballington   | Kenny Roberts     | Résultat |
| 4  | Grand Prix de France              | Nogaro       |                   | Pier Paolo Bianchi | Gregg Hansford    | Gregg Hansford    | Kenny Roberts     | Résultat |
| 5  | Grand Prix des Nations            | Mugello      | Ricardo Tormo     | Eugenio Lazzarini  | Kork Ballington   | Kork Ballington   | Kenny Roberts     | Résultat |
| 6  | Grand Prix des Pays-Bas           | Assen        | Eugenio Lazzarini | Eugenio Lazzarini  | Kenny Roberts     | Kork Ballington   | Johnny Cecotto    | Résultat |
| 7  | Grand Prix de Belgique            | Spa          | Ricardo Tormo     | Pier Paolo Bianchi | Paolo Pileri      |                   | Wil Hartog        | Résultat |
| 8  | Grand Prix de Suède               | Karlskoga    |                   | Pier Paolo Bianchi | Gregg Hansford    | Gregg Hansford    | Barry Sheene      | Résultat |
| 9  | Grand Prix de Finlande            | Imatra       |                   | Angel Nieto        | Kork Ballington   | Kork Ballington   | Wil Hartog        | Résultat |
| 10 | Grand Prix de Grande-Bretagne     | Silverstone  |                   | Angel Nieto        | Anton Mang        | Kork Ballington   | Kenny Roberts     | Résultat |
| 11 | Grand Prix d'Allemagne de l'Ouest | Nürburgring  | Ricardo Tormo     | Angel Nieto        | Kork Ballington   | Takazumi Katayama | Virginio Ferrari  | Résultat |
| 12 | Grand Prix de Tchécoslovaquie     | Brno         | Ricardo Tormo     |                    | Kork Ballington   | Kork Ballington   |                   | Résultat |
| 13 | Grand Prix de Yougoslavie         | Rijeka       | Ricardo Tormo     | Angel Nieto        | Gregg Hansford    | Gregg Hansford    |                   | Résultat |

## Résultats de la saison

### Championnat 1978 catégorie 500 cm³
| Clas. | Pilote            | N° | Pays        | Constructeur | Points | Victoires |
| ----- | ----------------- | -- | ----------- | ------------ | ------ | --------- |
| 1     | Kenny Roberts     | 80 | États-Unis  | Yamaha       | 110    | 4         |
| 2     | Barry Sheene      | 7  | Royaume-Uni | Suzuki       | 100    | 2         |
| 3     | Johnny Cecotto    | 4  | Venezuela   | Yamaha       | 66     | 1         |
| 4     | Wil Hartog        | 10 | Pays-Bas    | Suzuki       | 65     | 2         |
| 5     | Takazumi Katayama | 8  | Japon       | Yamaha       | 53     | 0         |
| 6     | Pat Hennen        | 3  | États-Unis  | Suzuki       | 51     | 1         |
| 7     | Steve Baker       | 2  | États-Unis  | Suzuki       | 42     | 0         |
| 8     | Teuvo Lansivuori  | 9  | Finlande    | Suzuki       | 39     | 0         |
| 9     | Marco Lucchinelli | 11 | Italie      | Suzuki       | 30     | 0         |
| 10    | Michel Rougerie   | 13 | France      | Suzuki       | 23     | 0         |

### Championnat 1978 catégorie 350 cm³
| Clas. | Pilote             | N° | Pays           | Constructeur | Points | Victoires |
| ----- | ------------------ | -- | -------------- | ------------ | ------ | --------- |
| 1     | Kork Ballington    | 5  | Afrique du Sud | Kawasaki     | 134    | 6         |
| 2     | Takazumi Katayama  | 1  | Japon          | Yamaha       | 77     | 2         |
| 3     | Gregg Hansford     |    | Australie      | Kawasaki     | 76     | 3         |
| 4     | Jon Ekerold        | 3  | Afrique du Sud | Yamaha       | 64     | 0         |
| 5     | Tom Herron         | 2  | Royaume-Uni    | Yamaha       | 50     | 0         |
| 6     | Michel Rougerie    | 4  | France         | Yamaha       | 47     | 0         |
| 7     | Franco Bonera      |    | Italie         | Yamaha       | 37     | 0         |
| 8     | Patrick Fernandez  | 8  | France         | Yamaha       | 36     | 0         |
| 9     | Victor Soussan     | 12 | France         | Yamaha       | 34     | 0         |
| 10    | Olivier Chevallier | 6  | France         | Yamaha       | 27     | 0         |

### Championnat 1978 catégorie 250 cm³
| Clas. | Pilote            | N° | Pays                 | Constructeur | Points | Victoires |
| ----- | ----------------- | -- | -------------------- | ------------ | ------ | --------- |
| 1     | Kork Ballington   | 6  | Afrique du Sud       | Kawasaki     | 124    | 4         |
| 2     | Gregg Hansford    |    | Australie            | Kawasaki     | 118    | 4         |
| 3     | Patrick Fernandez | 10 | France               | Yamaha       | 55     | 0         |
| 4     | Kenny Roberts     | 80 | États-Unis           | Yamaha       | 54     | 2         |
| 5     | Anton Mang        |    | Allemagne de l'Ouest | Kawasaki     | 52     | 1         |
| 6     | Tom Herron        | 5  | Royaume-Uni          | Yamaha       | 48     | 0         |
| 7     | Mario Lega        |    | Italie               | Morbidelli   | 44     | 0         |
| 8     | Franco Uncini     |    | Italie               | Yamaha       | 42     | 0         |
| 9     | Jon Ekerold       | 9  | Afrique du Sud       | Yamaha       | 40     | 0         |
| 10    | Paolo Pileri      | 31 | Italie               | Morbidelli   | 35     | 1         |

### Championnat 1978 catégorie 125 cm³
| Clas. | Pilote                 | N° | Pays        | Constructeur | Points | Victoires |
| ----- | ---------------------- | -- | ----------- | ------------ | ------ | --------- |
| 1     | Eugenio Lazzarini      | 2  | Italie      | MBA          | 114    | 4         |
| 2     | Angel Nieto            | 3  | Espagne     | Minarelli    | 88     | 4         |
| 3     | Pier Paolo Bianchi     | 1  | Italie      | Minarelli    | 70     | 4         |
| 4     | Harald Bartol          | 7  | Autriche    | Morbidelli   | 68     | 0         |
| 5     | Thierry Espié          | 27 | France      | Motobécane   | 62     | 0         |
| 6     | Maurizio Massimiani    | 11 | Italie      | Morbidelli   | 56     | 0         |
| 7     | Hans Müller            | 8  | Suisse      | Morbidelli   | 48     | 0         |
| 8     | Per-Edward Carlsson    |    | Suède       | Morbidelli   | 46     | 0         |
| 9     | Jean-Louis Guignabodet |    | France      | Morbidelli   | 42     | 0         |
| 10    | Clive Horton           |    | Royaume-Uni | MBA          | 25     | 0         |

### Championnat 1978 catégorie 50 cm³
| Clas. | Pilote            | N° | Pays                 | Constructeur | Points | Victoires |
| ----- | ----------------- | -- | -------------------- | ------------ | ------ | --------- |
| 1     | Ricardo Tormo     | 3  | Espagne              | Bultaco      | 99     | 5         |
| 2     | Eugenio Lazzarini | 2  | Italie               | Kreidler     | 64     | 2         |
| 3     | Patrick Plisson   | 5  | France               | ABF          | 48     | 0         |
| 4     | Wolfgang Müller   | 20 | Allemagne de l'Ouest | Kreidler     | 28     | 0         |
| 5     | Rolf Blatter      | 17 | Suisse               | Kreidler     | 25     | 0         |
| 6     | Stefan Dörflinger | 6  | Suisse               | Kreidler     | 24     | 0         |
| 7     | Claudio Lusuardi  | 18 | Italie               | Bultaco      | 20     | 0         |
| 8     | Peter Looyestein  | 27 | Pays-Bas             | Kreidler     | 14     | 0         |
| 9     | Ingo Emmerich     | 23 | Allemagne de l'Ouest | Kreidler     | 14     | 0         |
| 10    | Aldo Pero         | 15 | Italie               | Kreidler     | 13     | 0         |